# Lieja-Bastoña-Lieja Femenina 2022
La 6.ª edición del Lieja-Bastoña-Lieja Femenina (oficialmente: Liège-Bastogne-Liège Femmes) se celebró el 24 de abril de 2022 sobre un recorrido de 142,5 km con inicio en la ciudad de Bastoña y final en la ciudad de Lieja en Bélgica.
La carrera hizo parte del UCI WorldTour Femenino 2022 como competencia de categoría 1.WWT del calendario ciclístico de máximo nivel mundial, siendo la décima carrera que se corrió en dicho circuito y fue ganada por la ciclista neerlandesa Annemiek van Vleuten del equipo Movistar. El podio lo completaron la australiana Grace Brown del equipo FDJ Nouvelle Aquitaine Futuroscope y la también neerlandesa Demi Vollering del equipo SD Worx.

## Recorrido
El recorrido se basó en 7 cotas, las cuales se indican a continuación:
| N.º | Nombre                       | Longitud | Pendiente media | Ubicación (km) |
| --- | ---------------------------- | -------- | --------------- | -------------- |
| 1   | Côte de Mont-le-Soie         | 1,7 km   | 7,9 %           | 55,3           |
| 2   | Côte de Wanne                | 3,6 km   | 5,1 %           | 63,6           |
| 3   | Côte de la Haute-Levée       | 2,2 km   | 7,5 %           | 72             |
| 4   | Col du Rosier                | 4,4 km   | 5,9 %           | 86,2           |
| 5   | Côte de Desnié               | 1,6 km   | 8,1 %           | 99,5           |
| 6   | Côte de la Redoute           | 2,1 km   | 8,9 %           | 112,7          |
| 7   | Côte de la Roche-aux-faucons | 1,3 km   | 11 %            | 128,7.         |

## Equipos
| translation for headoftableIII_translate index 58 not found (14)- Team BikeExchange-Jayco - Canyon-SRAM Racing - EF Education-TIBCO-SVB - FDJ Nouvelle Aquitaine Futuroscope - Human Powered Health - Team Jumbo-Visma - Liv Racing Xstra - Movistar Team - Roland Cogeas-Edelweiss Squad - Team DSM - SD Worx - Trek-Segafredo - UAE Team ADQ - Uno-X Pro Cycling Team UCI Women's continental teams (2)- Arkéa Pro Cycling Team - Le col-Wahoo Unknown team category (8)- Andy Schleck-CP NVST-Immo Losch - Bepink - Bingoal-Chevalmeire-Van Eyck Sport - Cofidis - Lotto Soudal Ladies - Parkhotel Valkenburg - Plantur-Pura - Valcar-Travel & Service |
| |

## Clasificación final
La clasificación finalizó de la siguiente forma:

### Clasificación general
| \| Clasificación general \| Clasificación general \| Clasificación general \| Clasificación general \| Clasificación general \| \| Ciclista \| Ciclista \| Equipo \| Tiempo \| \| \| --------------------- \| ---------------------- \| ---------------------------------- \| --------------------- \| --------------------- \| \| 1.ª \| Annemiek van Vleuten \| Movistar Team \| 3 h 52 min 32 s \| \| \| 2.ª \| Grace Brown \| FDJ-Nouvelle Aquitaine-Futuroscope \| + 43 s \| \| \| 3.ª \| Demi Vollering \| SD Worx \| + 43 s \| \| \| 4.ª \| Ashleigh Moolman-Pasio \| SD Worx \| + 43 s \| \| \| 5.ª \| Elisa Longo Borghini \| Trek-Segafredo \| + 43 s \| \| \| 6.ª \| Marta Cavalli \| FDJ-Nouvelle Aquitaine-Futuroscope \| + 47 s \| \| \| 7.ª \| Arlenis Sierra \| Movistar Team \| + 1 min 58 s \| \| \| 8.ª \| Liane Lippert \| Team DSM \| + 1 min 58 s \| \| \| 9.ª \| Katarzyna Niewiadoma \| Canyon-SRAM Racing \| + 1 min 58 s \| \| \| 10.ª \| Amanda Spratt \| Team BikeExchange-Jayco \| + 1 min 58 s \| \| \| 11.ª \| Pauliena Rooijakkers \| Canyon-SRAM Racing \| + 1 min 58 s \| \| \| 12.ª \| Juliette Labous \| Team DSM \| + 2 min 05 s \| \| \| 13.ª \| Mavi García \| UAE Team ADQ \| + 2 min 55 s \| \| \| 14.ª \| Anouska Helena Koster \| Team Jumbo-Visma \| + 2 min 55 s \| \| \| 15.ª \| Soraya Paladin \| Canyon-SRAM Racing \| + 2 min 55 s \| \| \| 16.ª \| Shirin van Anrooij \| Trek-Segafredo \| + 2 min 55 s \| \| \| 17.ª \| Ane Santesteban \| Team BikeExchange-Jayco \| + 2 min 55 s \| \| \| 18.ª \| Niamh Fisher-Black \| SD Worx \| + 2 min 55 s \| \| \| 19.ª \| Yara Kastelijn \| Plantur-Pura \| + 2 min 55 s \| \| \| 20.ª \| Évita Muzic \| FDJ-Nouvelle Aquitaine-Futuroscope \| + 2 min 55 s \| \| |                        |                                    |                 |
| |                        |                                    |                 |
| Fuente: ProCyclingStats |                        |                                    |                 |
| Clasificación general |                        |                                    |                 |
| Ciclista | Ciclista               | Equipo                             | Tiempo          |
| 1.ª | Annemiek van Vleuten   | Movistar Team                      | 3 h 52 min 32 s |
| 2.ª | Grace Brown            | FDJ-Nouvelle Aquitaine-Futuroscope | + 43 s          |
| 3.ª | Demi Vollering         | SD Worx                            | + 43 s          |
| 4.ª | Ashleigh Moolman-Pasio | SD Worx                            | + 43 s          |
| 5.ª | Elisa Longo Borghini   | Trek-Segafredo                     | + 43 s          |
| 6.ª | Marta Cavalli          | FDJ-Nouvelle Aquitaine-Futuroscope | + 47 s          |
| 7.ª | Arlenis Sierra         | Movistar Team                      | + 1 min 58 s    |
| 8.ª | Liane Lippert          | Team DSM                           | + 1 min 58 s    |
| 9.ª | Katarzyna Niewiadoma   | Canyon-SRAM Racing                 | + 1 min 58 s    |
| 10.ª | Amanda Spratt          | Team BikeExchange-Jayco            | + 1 min 58 s    |
| 11.ª | Pauliena Rooijakkers   | Canyon-SRAM Racing                 | + 1 min 58 s    |
| 12.ª | Juliette Labous        | Team DSM                           | + 2 min 05 s    |
| 13.ª | Mavi García            | UAE Team ADQ                       | + 2 min 55 s    |
| 14.ª | Anouska Helena Koster  | Team Jumbo-Visma                   | + 2 min 55 s    |
| 15.ª | Soraya Paladin         | Canyon-SRAM Racing                 | + 2 min 55 s    |
| 16.ª | Shirin van Anrooij     | Trek-Segafredo                     | + 2 min 55 s    |
| 17.ª | Ane Santesteban        | Team BikeExchange-Jayco            | + 2 min 55 s    |
| 18.ª | Niamh Fisher-Black     | SD Worx                            | + 2 min 55 s    |
| 19.ª | Yara Kastelijn         | Plantur-Pura                       | + 2 min 55 s    |
| 20.ª | Évita Muzic            | FDJ-Nouvelle Aquitaine-Futuroscope | + 2 min 55 s    |

## Ciclistas participantes y posiciones finales
Convenciones:
- AB: Abandono
- FLT: Retiro por llegada fuera del límite de tiempo
- NTS: No tomó la salida
- DES: Descalificada o expulsada

## WorldTour Femenino
La Lieja-Bastoña-Lieja Femenina otorgó puntos para el UCI World Ranking Femenino y el UCI WorldTour Femenino para corredoras de los equipos en las categorías UCI WorldTeam Femenino y Continental Femenino. Las siguientes tablas muestran el baremo de puntuación y las 10 corredoras que obtuvieron más puntos:
| Posición   | 1.ª | 2.ª | 3.ª | 4.ª | 5.ª | 6.ª | 7.ª | 8.ª | 9.ª | 10.ª | 11.ª | 12.ª | 13.ª | 14.ª | 15.ª | 16.ª-20.ª | 21.ª-30.ª | 31.ª-40.ª |
| Puntuación | 400 | 320 | 260 | 220 | 180 | 140 | 120 | 100 | 80  | 68   | 56   | 48   | 40   | 32   | 28   | 24        | 16        | 8         |

| Clasificación |                      |                                    |        |
| Posición      | Ciclista             | Equipo                             | Puntos |
| ------------- | -------------------- | ---------------------------------- | ------ |
| 1.ª           | Annemiek van Vleuten | Movistar                           | 400    |
| 2.ª           | Grace Brown          | FDJ Nouvelle Aquitaine Futuroscope | 320    |
| 3.ª           | Demi Vollering       | SD Worx                            | 260    |
| 4.ª           | Ashleigh Moolman     | SD Worx                            | 220    |
| 5.ª           | Elisa Longo Borghini | Trek-Segafredo                     | 180    |
| 6.ª           | Marta Cavalli        | FDJ Nouvelle Aquitaine Futuroscope | 140    |
| 7.ª           | Arlenis Sierra       | Movistar                           | 120    |
| 8.ª           | Liane Lippert        | Team DSM Women                     | 100    |
| 9.ª           | Katarzyna Niewiadoma | Canyon SRAM Racing                 | 80     |
| 10.ª          | Amanda Spratt        | BikeExchange-Jayco                 | 68     |